# Postribë
Postribë is een plaats en voormalige gemeente in de stad (bashkia) Shkodër in de prefectuur Shkodër in Albanië. Sinds de gemeentelijke herindeling van 2015 doet Postribë dienst als deelgemeente en is het een bestuurseenheid zonder verdere bestuurlijke bevoegdheden. De plaats telde bij de census van 2011 7069 inwoners.
Postribë omvat de volgende plaatsen: Boks, Domni, Dragoçi, Drishti, Kullaj, Mesi, Myselimi, Prekali, Shakota, Ura e Shtrenjtë en Vilëza.